# قائمة مجلات المغرب
تُنشر المجلات في المغرب بعدة لغات لعلّ أبرزها العربية، الإنجليزية ثم الفرنسية. نُشرت أول مجلة نسائية في الدولة المغربية عام 1980 أي بعد حوالي 24 عاماً من الاستقلال عن الاستعمار الفرنسي. فيما يلي قائمة من المجلات التي نُشرت أو تُنشر في المغرب:

## القائمة
| عنوان المجلة          | الناشر | تاريخ التأسيس | الموقع | اللغة                           | المحرر                | الانتماء السياسي | الناشر |
| --------------------- | ------ | ------------- | ------ | ------------------------------- | --------------------- | ---------------- | ------ |
| تيل كيل               |        |               | الرابط | الإنجليزية، الفرنسية، الإسبانية |                       |                  |        |
| أخبار العالم المغربية |        | 2011          | الرابط | الإنجليزية، العربية، الفرنسية   | سمير بنيس، عدنان بنيس |                  |        |
| إم بي سي تايمز        |        |               | الرابط | الفرنسية                        |                       |                  |        |
| لو جورنال إبدومادير   |        |               | الرابط | الفرنسية                        |                       |                  |        |
| مغرب هيبدو            |        |               | الرابط | الفرنسية                        |                       |                  |        |
| نجمة                  |        |               |        | العربية                         |                       |                  |        |
| سيتادين               |        |               | الرابط | الفرنسية                        |                       |                  |        |
| ليكسبريسيون           |        |               |        | الفرنسية                        |                       |                  |        |
| كلمة                  |        |               |        | الفرنسية                        |                       |                  |        |
| نساء من المغرب        |        |               |        | الفرنسية                        |                       |                  |        |
| موريش.نيت             |        |               | الرابط | الفرنسية                        |                       |                  |        |
| مجلة العين            |        |               | الرابط | العربية                         |                       |                  |        |